# Winifreda

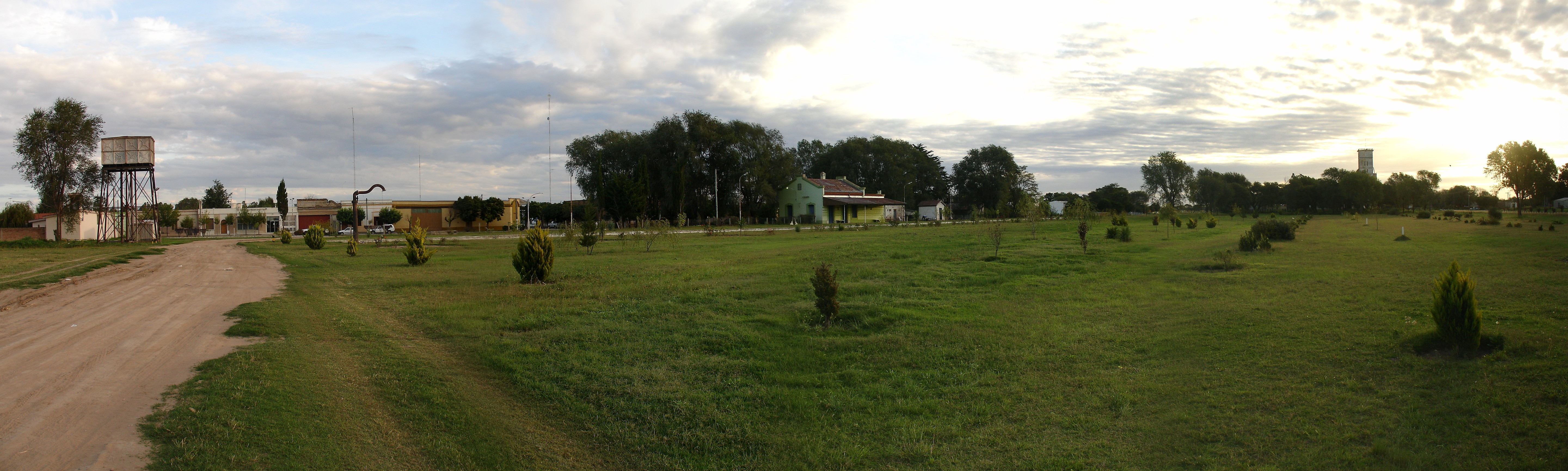
Winifreda em abril de 2007

Winifreda é um município da província de La Pampa, na Argentina. Encontra-se no departamento de Conhelo.

## Origem
O nome do município foi posto em homenagem a uma das filhas de José Norman Drysdale, chamada Winifred. Drysdale era dono dos lotes em que acabou-se fundando o povoado, três meses depois da chegada da ferrovia oeste.
Durante poucos anos, o município foi chamado de Punta de Rieles, por ser ali que terminava a linha férrea.

## População
Segundo censo de 2001 do Indec, a localidade conta com 2.902 habitantes, sendo 2.226 na zona urbana e os demais no campo.